# イエスかノーか半分か
『イエスかノーか半分か』（イエスかノーかはんぶんか）は、一穂ミチによる原作、竹美家ららのイラストによる日本のボーイズラブ小説。『小説ディアプラス』（新書館）にて2013年ナツvol.50に掲載された中編から始まったシリーズ。本編はその後、書き下ろしで出版されている。番外編もほぼ同様に、一部は『小説ディアプラス』に掲載されたが他は書き下ろし。OFF AIRは同人誌や購入特典等の非売品に掲載された作品を収録している。

## あらすじ
旭テレビに所属する若手人気アナウンサー・国江田計。王子と称され、外面が完璧であるが、あべこべに「愚民め」と心の中で強烈な一言を放つもう一つの顔がある。ある日、オフモードの計は取材で知り合ったアニメーション映像作家の都築潮に再会するも、幸い彼は草臥れたジャージを着てマスクを付けた計に気付かなかった。計は再会時、咄嗟に「オワリ」と名乗ったが、行きがかりで怪我を負った潮をしばらくの間は手伝うことにした。仕方なく行うことになった協力関係であったが、計は唯一自身を偽らないでいられる潮を好ましく感じるようになった。

## 登場人物
国江田 計（くにえだ けい）
声 - 阿部敦
本作の主人公。旭テレビに所属する27歳の人気アナウンサー。
真面目な性格であり、王子と称される完璧な外面を持つが、心の中で毒づく猫かぶり。もう一つの顔は草臥れたジャージとマスクの姿である「オワリ」。
都築 潮（つづき うしお）
声 - 川原慶久
アニメーションの映像を手掛ける27歳の作家。バイセクシャルと公言している。
旭テレビの夜の報道番組のオープニング映像の制作が縁で計と出会った。その後に自転車で計とぶつかりそうになって、もう一つの姿である「オワリ」と出会う。
皆川 竜起（みながわ たつき）
声 - 江口拓也
旭テレビのアナウンサー。計の後輩。
設楽 宗介（したら そうすけ）
声 - 佐藤拓也
旭テレビのプロデューサー。
麻生 圭一（あそう けいいち）
声 - 森川智之
旭テレビのアナウンサー。
名和田 深（なわだ しん）
旭テレビのアシスタントディレクター。
相馬 栄（そうま さかえ）
旭テレビのプロデューサー。

## 書誌情報
- 一穂ミチ（著）・竹美家らら（絵）『イエスかノーか半分か』新書館〈ディアプラス文庫〉、既刊3巻
  1. 2014年11月10日発売[3]、ISBN 978-4-403-52364-9
  2. 『世界のまんなか』2015年6月9日発売[7]、ISBN 978-4-403-52377-9
  3. 『おうちのありか』2016年6月30日発売[8]、ISBN 978-4-403-52402-8
- 一穂ミチ（著）・竹美家らら（絵）『〜イエスかノーか半分か 番外篇〜』、新書館〈ディアプラス文庫〉、既刊4巻
  1. 『横顔と虹彩』2017年2月10日発売[9]、ISBN 978-4-403-52416-5
  2. 『恋敵と虹彩』2018年8月10日発売[10]、ISBN 978-4-403-52457-8
  3. 『ふさいで』2018年12月12日発売[11]、ISBN 978-4-403-52471-4
  4. 『つないで』2020年8月12日発売[12]、ISBN 978-4-403-52511-7
- 一穂ミチ（著）・竹美家らら（絵）『OFF AIR 〜イエスかノーか半分か〜』、新書館〈単行本〉、既刊2巻
  1. 2017年8月29日発売[13]、ISBN 978-4-403-22115-6
  2. 2019年10月30日発売[14]、ISBN 978-4-403-22129-3
- 一穂ミチ（著）・竹美家らら（絵）、『イエスかノーか半分か読本 Color Bar（CDつき）』 、2020年12月4日発売[15]、ISBN 978-4-403-22132-3
- 一穂ミチ（原作）・ユキムラ（漫画）『イエスかノーか半分か』、新書館〈ディアプラス・コミックス〉、既刊3巻（2025年5月1日現在）
  1. 2022年11月1日発売[16]、ISBN 978-4-403-66840-1
  2. 2024年3月1日発売[17]、ISBN 978-4-403-66910-1
  3. 2025年5月1日発売[18]、ISBN 978-4-403-66987-3

## 劇場アニメ
2020年12月11日に全国で開始される「BL FES!! 2020‐Boys Love Festival!!-」の1作品として2週間限定で公開。R15指定作品。同時公開は『まるだせ金太狼』。

### スタッフ
- 監督・脚本 - たかたまさひろ[21]
- キャラクターデザイン - 大和田彩乃[21]
- 美術監督 - 戸杉奈津子[21]、宮本里香[21]
- 色彩設計 - のぼりはるこ[21]
- 撮影監督 - 横枕洸一[21]
- 音楽 - 長谷川智樹[21]
- 音響監督 - 阿部信行[21]
- アニメーション制作 - レスプリ[21]

### 主題歌
「世界とかくれんぼ」
主人公の国江田計（阿部敦）と都築潮（川原慶久）による主題歌。作詞は一穂ミチ、作曲・編曲は岩田秀聡と永野大輔。